# Etheostoma olivaceum
Etheostoma olivaceum är en fiskart som beskrevs av Braasch och Page, 1979. Etheostoma olivaceum ingår i släktet Etheostoma och familjen abborrfiskar. Inga underarter finns listade i Catalogue of Life.